# Ludvig Daae (1834–1910)
Ludvig (Ludvigsen) Daae, född den 7 december 1834 i Aremarks socken, Smaalenenes amt, död den 17 mars 1910 i Kristiania, var en norsk historiker.
Daae blev 1860 adjunkt vid latinskolan i Drammen, 1863 universitetsstipendiat i historia, 1869 bibliotekarie och 1876 professor i historia vid Kristiania universitet. Särskilt i yngre år vistades han upprepade gånger, stundom under längre tider, dels och förnämligast i Danmark, dels i Sverige för historiska källforskningar. 
Daae utvecklade en mycket omfattande litterär verksamhet. Till kännedomen av Norges nyare historia har han bidragit genom utgivandet av flera källskriftsamlingar: Breve fra bekjendte Nordmænd til R. Nyerup (1861), ett urval av den danske mecenaten Johan von Bülows papirer (1864), flera samlingar av aktstycken, förnämligast rörande Norges kyrkohistoria, offentliggjorda i åtskilliga tidskrifter, och Breve fra danske og norske (1876). 
Daae var medlem av flera lärda sällskap och promoverades 1879 till filosofie hedersdoktor vid Köpenhamns universitets jubelfest. När han fyllde sjuttio år (7 december 1904), erhöll han en festskrift av vänner och lärjungar. Sedan 1868 var Daae en flitig medarbetare i pressen ("Morgenbladet" och "Aftenposten"). År 1883 var han bland de första, som på folkmöten tog upp högerns sak. Han visade sig både som talare och stilist äga en sinnrik slagfärdighet, som understöddes av hans stora lärdom. 
Som historisk skildrare hade han en hög rang. Hans arbeten omfattade nästan hela Norges historia, de bildade ett stort samlingsverk av monografier. Själv en fin kännare av Holberg lämnade han även flera bidrag till litteraturen om denne. Som universitetslärare samlade han alltid en talrik åhörarskara vid sina föreläsningar, som framför allt behandlade Byzantion, korstågen och reformationen. Daae var från 1893 ledamot av Vetenskapssocieteten i Uppsala.